# François Giroust
Œuvres principales
Motets, messes, etc ; hymnes révolutionnaires, chansons
François Giroust est un musicien et compositeur français né à Paris le 10 avril 1737 et mort à Versailles le 28 avril 1799 (9 floréal an VII).

## Biographie
Formé à la maîtrise de Notre-Dame de Paris, par le compositeur Louis Homet (1691-1767) jusqu'en 1748, puis par Antoine Goulet, il obtient en 1756 le poste de « maître de musique » (maître de chapelle) à la cathédrale d'Orléans, où il exerça jusqu'en 1769. Il fut très apprécié par ses employeurs. Dans cette même ville, le jeune homme dirigea aussi l'Académie de musique (1757-1770) qu'il avait fait renaître peu après son installation.
Elle disparut en 1770, peu après son départ d'Orléans en 1769.
Cette année-là, à la suite d'une double reconnaissance obtenue au concours 1768 du Concert Spirituel des Tuileries, à Paris (où les 1er et second prix avaient été attribués à ses deux motets  Super flumina Babylonis, sur le texte du psaume 136), on l'appela pour le poste de maître de musique de l'église des Saints-Innocents, à Paris. Depuis Louis XI, cette église avait pour vocation d’être une pépinière de chantres pour la Chapelle Royale.
En 1775 il fut accueilli avec grand succès au Concert Spirituel. Sa célébrité se confirma avec la composition de la Missa Brevis : Gaudete in Domino semper, écrite en un temps record pour le sacre du souverain (1775) à Reims. L'œuvre sera reprise pour l'ouverture des États généraux, le 4 juin 1789. Giroust aura été maître de la chapelle du roi Louis XVI, à Versailles, de 1775 à 1780, avant de devenir le surintendant de sa Musique, de 1780 à 1792.
Mais on le connait aussi comme compositeur de pièces pour la Révolution (Hymne des Versaillais). Ses œuvres maçonniques sont, à une exception près, perdues. Les autres ont été conservées pour la plupart, en grande partie grâce à sa veuve, Marie-Françoise de Beaumont d'Avantois, elle-même musicienne du roi (chanteuse).
Membre de l'Institut, il meurt au château de Versailles, dont il était devenu concierge.  Une de ses chansons s'intitule « J'ai tout perdu et j'm'en fous ! » : mais il faut savoir qu'en 1743, le concierge du Palais-Royal de Paris, Bertrand de Montamant, premier nommé dans l'état général des personnels, était payé une somme importante (2325 livres par an).

## Œuvres
- 6 messes.
- 70 grands motets, dont une : Prose des Morts, en partie écrite sur le motif liturgique du Dies iræ (janvier 1765, à Orléans).
- Élévations, motets.
- 14 oratorios (en partie perdus).
- 12 Magnificat offerts à la cathédrale d'Orléans (Ms., 1787). Localisation : Médiathèque d'Orléans
  - Composés à l'époque où il exerçait à Orléans. Il en existe également une copie, ancienne (et partielle : 9 Magnificat seulement). Localisation : BnF
- Télèphe (opéra, perdu sauf l'Ouverture).
- Le Déluge, cantate funèbre maçonnique.
- Le Chant pour la Fondation de la République.
- Hymnes républicains : Apothéose de Marat et Le Pelletier, L'Aube de la Liberté, Hymne des Versaillais... (quelques-uns publiés par Constant Pierre, 1899).

Éditions et rééditions :
- Ed. Jean Prim, Messe brève « Gaudete in Domino semper » du Sacre de Louis XVI, cathédrale de Reims (dimanche de la Trinité, 11 juin 1775), pour cinq voix mixtes et grand orchestre, Paris-Bruxelles, Lemoine, 1954, 31 p.
- Id., O salutaris Hostia / Composé à Orléans en 1760 (Elévation), Paris, Saint-Leu-la-Forêt, Schola Cantorum, La Procure Générale de Musique, 1955, 2 p. Chanté à 4 voix. Extrait de la Messe à grand chœur sans symphonie (Rééd. Henri Adam de Villiers - Schola Sainte Cécile : O Salutaris hostia composé à Orléans en 1760, Paris, 1998, 2 p. 4 voix mixtes).
- Ed. Jean Turellier, Magnificat pour 4 voix mixtes, Soprano et Ténor soli, et Continuo, Paris, Heugel et Cie, Coll. Plein Jeu. Per cantare e sonare (PJ 106), 1969, 25 p. (Œuvre extraite des recueils manuscrits cités plus haut)
- Ed. John [Jack] D.[ouglas] Eby : [François Giroust], Grands motets pour la cathédrale d’Orléans, CMBV (Coll. Anthologie III.3), 2004, LXIV-240 p.
- John D. Eby : François Giroust (1737-1799): Composer for Church, King and Commune: Life and Thematic Catalogue, éd. CMBV, 2018.  (ISBN 978-3487155296)

### Discographie incomplète
- Prose des Morts (Dies Irae), par La Psalette d'Orléans, dir. Jean Turellier, in : Musiques et musiciens d'Orléans, Merjitur, CL 84102, 1984.
- Choeur de Chambre de Namur, Musica Polyphonica, dir. Louis Devos: Giroust - Messe Du Sacre De Louis XVI, Super Flumina Babylonis, Prose de Morts (Dies Irae), Erato–2292-45024-2, 1990

- Chœur de Chambre de Namur,  Les Agrémens, dir. Jean-Claude Malgoire: Grands Motets / Grétry, Confitebor, Gossec, Terribilis est locus site, Giroust , Benedic anima mea, K617181-HM90, 2005-2006.